# 마쓰다이라 사다스케
마쓰다이라 사다스케(일본어: 松平貞副, ? ~ 1531년)는 센고쿠 시대의 무장으로, 가타하라 마쓰다이라 가의 초대 당주 도모스케의 장남이다. 아버지 도모스케의 뒤를 이어 2대 당주가 된다. 3대 당주 지카타다는 그의 아들이다. 1531년(교로쿠 4년)에 죽었다.
| 전임 마쓰다이라 도모스케 | 제2대 가타하라 마쓰다이라 가 당주 ? ~ ? | 후임 마쓰다이라 지카타다 |